# Beuggen (przystanek kolejowy)
Beuggen – przystanek kolejowy w Rheinfelden (Baden) (dzielnica Beuggen), w kraju związkowym Badenia-Wirtembergia, w Niemczech. Przystanek posiada 2 perony i zlokalizowany jest w pobliżu zamku Beuggen.

## Połączenia
Na przystanku zatrzymują się pociągi Regionalbahn.
Połączenia (stacje końcowe):
- Bazylea
- Lauchringen
- Singen (Hohentwiel)
- Waldshut-Tiengen